# Antônio Gomes Pereira Júnior
Antônio Gomes Pereira Júnior (1844 — 1904) foi um político brasileiro. Nasceu no aldeamento de São José de Mossâmedes Província de Goyáz, filho do Militar pertencente a Ordem de Crispto, Antonio Gomes Pereira, iniciou seus estudos na Villa Sant'ana atual Cidade de Goias, Bacharelando-se  no Rio de Janeiro, versado em diversas ciências, foi o mais jovem presidente de província da história goiana, além de político foi empresário e banqueiro;  casou se com sua prima dona Alice Gomes de Soutello, Filha do primeiro e único Visconde de Soutello,  Manuel José Gomes, teve três filhos  Claudio do Carmo Gomes Pereira, Lucas Gomes Pereira, Joao Gomes Pereira de Diniz.
Na política foi influente membro do Partido Conservador (Brasil), depois de exercer diversos cargos e de ocupar por oito mandatos cargos de Vice-Presidente da província, finalmente tem o seu ápice politico quando por decreto imperial em 22 de fevereiro de 1883 assumiu o cargo de Presidente da Província de Goiás permanecendo nele até outubro de 1883, considerado humanista, de fato era abolicionista por convicção, no curto período que passou no governo a província , se destacou por suas ideias e feitos que eram muito adiante de seu tempo, e por isso teve seu nome escrito na historia do estado de Goias como o principal abolicionista da historia Goiana, em um de seus primeiros atos determinou a inspeção de saúde nas tropas goianas, e em seguida reorganizou as forças militares da província promovendo, exonerando, relocando tropas e armamentos, reduziu  os juros pagos de 8% para 5% e depois para 3% conseguindo desta forma fazer uma grande economia nas contas do estado, resgatou as apólices emitidas pela província, quitando as dividas do estado, determinou o reparo das estradas do Norte, e a construção da ponte sobre o Rio Vermelho, reconstrução da ponte sob re o Rio Trairás, sem deixar transparecer seu principal foco, criou e apoio a criação de comissões municipais emancipadoras, nos municípios s de S. José do Tocantins, Cavalcante, Arrayas, Taguatinga, São Domingos, Posse e outros, foi um homem de pulso que mesmo vivendo em um tempo de escravagismo dedicou-se a liberdade, conseguindo mudar a historia de centenas de pessoas, assinava seus decretos como Pereira Junior  e por meio deles conseguiu institucionalizar o abolicionismo em Goias, Antonio Gomes Pereira Junior  apoiou e incentivou a sociedade goiana a fazer doações para as comissões municipais emancipadoras que captavam recursos para alforriar escravos, promoveu uma serie de  espetáculos e eventos itinerantes captando recursos obtidos  para comprar a alforria dos escravos, em 4 de junho de 1883 decretou a criação o Fundo de Emancipação da Thesouraria da Fazenda Provincial de Goyaz, que teve a iniciativa de usar de verba publica e de todo aparato do estado para promover a emancipação (liberdade) dos escravos em Goyaz, ousado e destemido usou das forças militares para vender e distribuir bilhetes (ingressos) para eventos cuja renda era dedicada a emancipação de escravos,  usou de verba publica para pagar a liberdade de muitos cativos, conforme consta,das publicações oficiais no Correio Oficial de Goyas.
Pereira Junior abdicou da herança do Visconde de Sotello uma fortuna que envolvia várias Companhias dentre elas a Mogiana de Estradas de Ferro, Banco Industrial Amparense, Grémio Português de Beneficência de Amparo, Hospital Ana Cintra, e Santa Casa de Misericórdia de Barcelos, fazendas de café em São Paulo dentre dentre vários.
Apos deixar a  presidente da província de Goiás, 25 de outubro de 1883 dedicou-se a aos negócios construindo dentre outros uma firma de mineração um banco e diversas fazendas.